# Fate l'amore, non fate la guerra

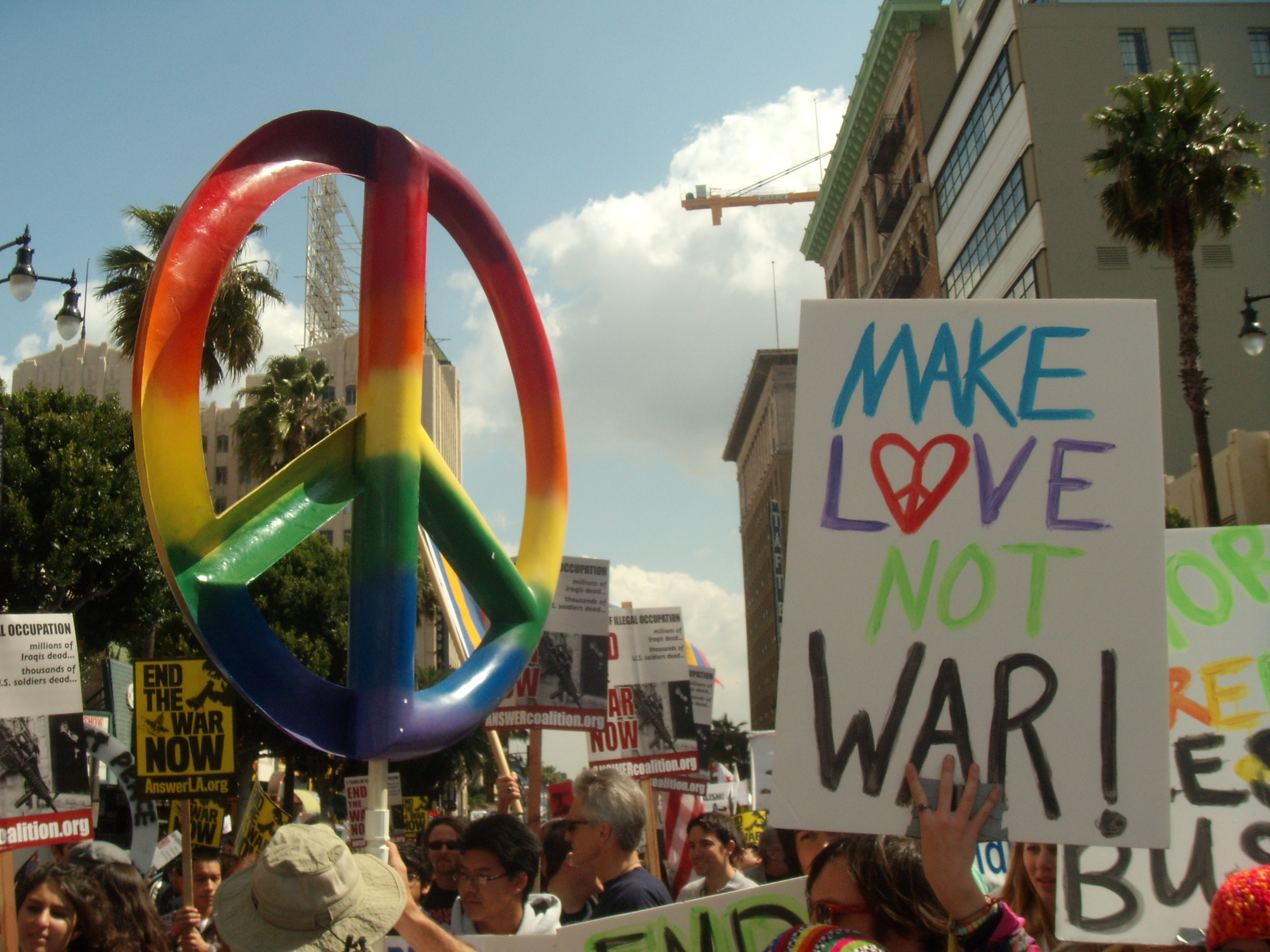
Proteste contro la guerra in Iraq nel 2008

"Fate l'amore, non fate la guerra" (dalla lingua inglese: "Make love, not war") è uno slogan contro la guerra comunemente associato alla controcultura statunitense degli anni '60. È stato utilizzato originariamente da coloro che si opponevano alla guerra del Vietnam, ma da allora è stato invocato in altri contesti contro la guerra, in tutto il mondo. La parte "Make love" dello slogan si riferiva spesso alla pratica dell'amore libero che stava crescendo tra i giovani americani che denunciavano il matrimonio come strumento per coloro che sostenevano la guerra e favorivano la tradizionale cultura capitalista.
Diverse persone affermarono di aver inventato questa frase, tra cui Gershon Legman, Rod McKuen, gli attivisti radicali Penelope e Franklin Rosemont e poi Tor Faegre, e Diane Newell Meyer, una studentessa senior presso l'Università dell'Oregon nel 1965, ma i primi usi nella stampa sembrano essere stati nelle proteste contro la guerra a Berkeley, in California, all'inizio del 1965 rispetto agli scontri di aprile e maggio citati da Penelope Rosemont e Diane Newell Meyer. Articoli che menzionavano cartelli e adesivi per paraurti con la frase sono stati riportati sul Daily Californian a febbraio e sull'Oakland Tribune a marzo. Barbara Smoker affermò di aver finanziato la produzione delle prime spille “Make Love, Not War”. Questa citazione è attribuita anche a Herbert Marcuse, un filosofo tedesco emigrato negli Stati Uniti negli anni Trenta, che fu schiettamente critico sulla guerra.